# Gomené
Gomené é uma comuna francesa na região administrativa da Bretanha, no departamento Côtes-d'Armor. Estende-se por uma área de 25,48 km². Em 2010 a comuna tinha 556 habitantes (densidade: 21,8 hab./km²).